# 景怡峯

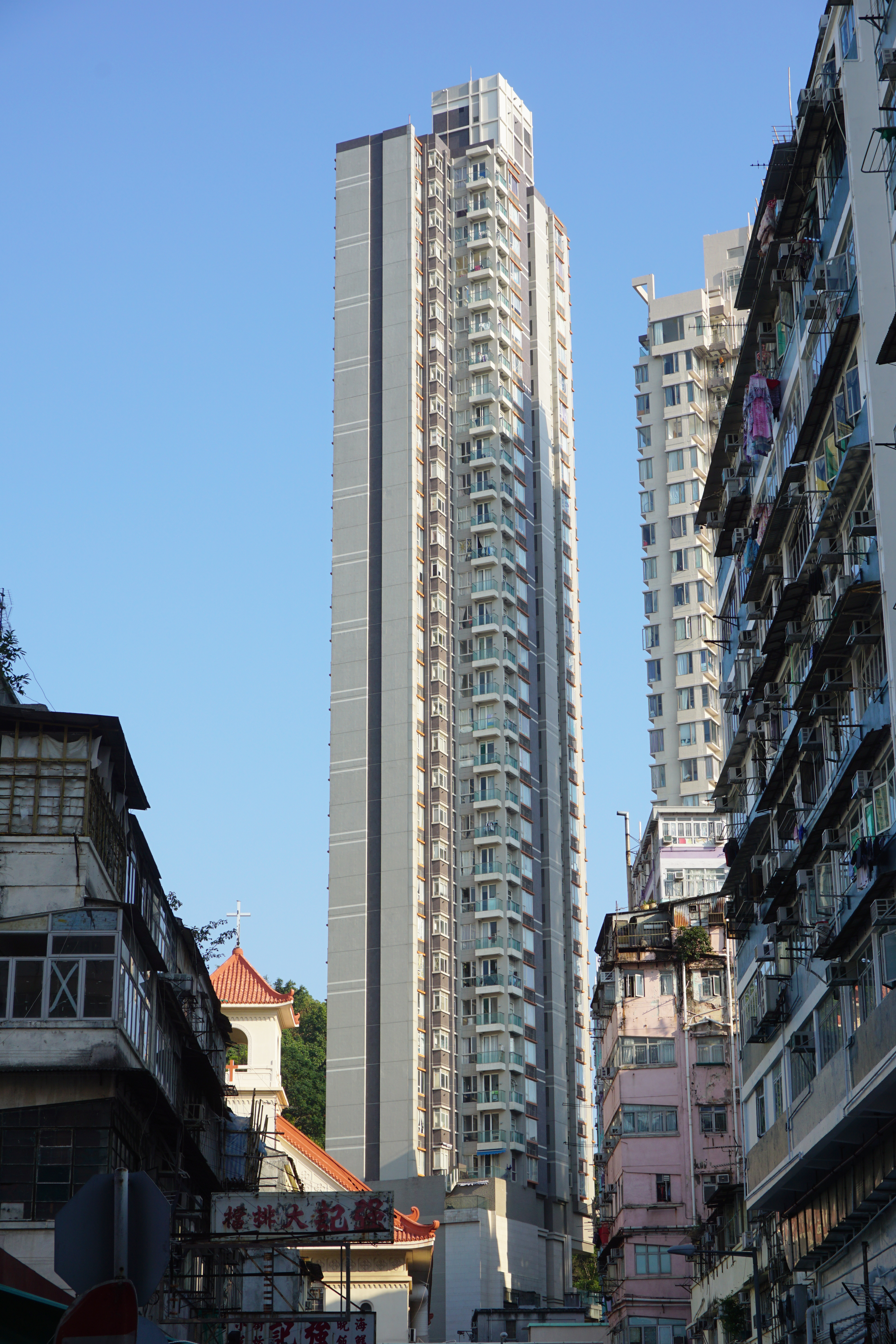
景怡峯西北面

景怡峯（英語：Gardenia），位處於香港九龍深水埗西洋菜北街468號，是九龍建業的單幢式精品住宅，由祥記馮祥承建，已於2013年第一季入伙。物業分為兩座，高座樓高34層，屬1梯7伙設計，供提供208個1至3房的單位；低座被用作住客會所，設施包括：室外泳池、按摩池、桑拿室、蒸氣浴室、健身室、兒童遊樂室、空中花園、園藝花園等等。兩座之間有一天橋連接。

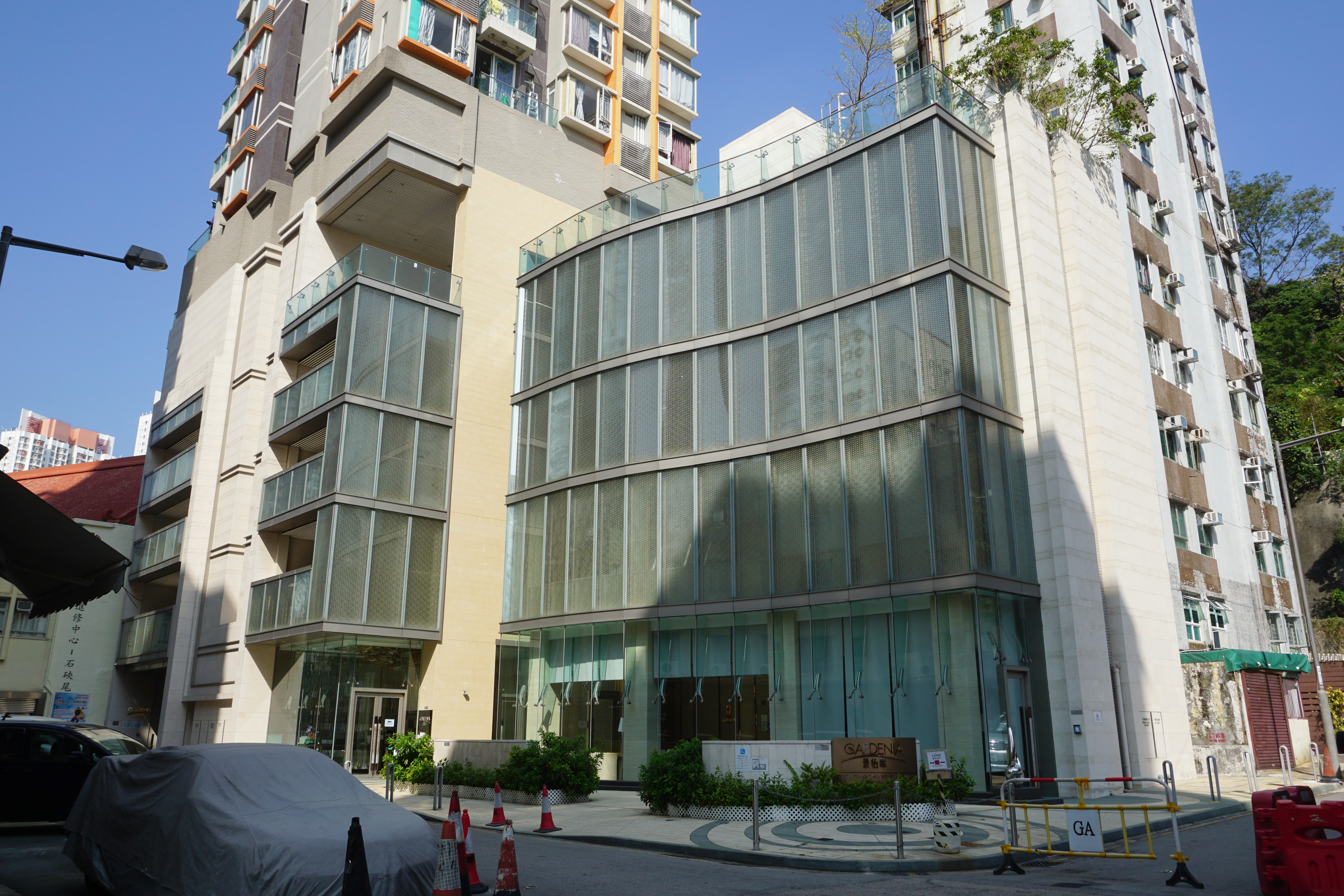
基座及入口

## 毗鄰
- 聖方濟各英文小學
- 晉嶺

## 外部連結
- 官方網頁 （页面存档备份，存于）